# Yusuke Tanaka (football, 14-04-1986)
Pour les articles homonymes, voir Yusuke Tanaka et Tanaka.
Yūsuke Tanaka (田中 裕介, Tanaka Yūsuke) est un footballeur japonais né le 14 avril 1986. Il évolue au poste de défenseur.

## Biographie
Yūsuke Tanaka commence sa carrière professionnelle au Yokohama F. Marinos. En 2011, il est transféré au Kawasaki Frontale.